# Duda (futebolista, 1947)
José Francisco Leandro Filho, mais conhecido como Duda (Maceió, 4 de agosto de 1947 — Maceió, 11 de julho de 2021) foi um futebolista brasileiro que atuou como atacante.

## Carreira
Jogou no Sport Club do Recife, no V. de Setúbal, no Sevilla FC, mas foi no FC Porto que se notabilizou, conquistando por esta equipa numerosos títulos, entre 1976 e 1982.

## Títulos
FC Porto
- Taça de Portugal de 1976–77
- Primeira Liga: (1977–78), (1978–79)
- Taça AF Porto: (1980–81)